# Manuel Marañón
Manuel Marañón y Gómez-Acebo (Santander, 21 de febrero de 1853-Madrid, 23 de septiembre de 1920) fue un jurista español, miembro de la Real Academia de Jurisprudencia y Legislación, padre del médico Gregorio Marañón y Posadillo, abuelo del diplomático Gregorio Marañón Moya y bisabuelo del jurista Gregorio Marañón y Bertrán de Lis.

## Biografía
Nació el 21 de febrero de 1853 en Santander.Estudió en el Instituto Cántabro y, más adelante, en la Universidad Central, donde se doctoró en Derecho canónico, civil y administrativo. Abogado, fue secretario de la Real Academia de Jurisprudencia y Legislación —que le habría premiado en 1877 su Examen del decreto de 9 de febrero de 1875, reformando la Ley del Matrimonio Civil— y autor de importantes obras de Derecho y Administración, como Leyes civiles, penales, administrativas, de hacienda y notariales, junto a León Medina. Colaboró igualmente en publicaciones periódicas como La Ilustración Católica o la Revista General de Legislación y Jurisprudencia. Fue consejero del Banco de España, juez municipal en Madrid, magistrado suplente de la Audiencia y diputado provincial por la circunscripción de Palacio.[cita requerida] Asimismo, tradujo a Victor Wilder: Beethoven, sus días de gloria y sufrimiento, y a Louis Bridel: Los derechos de la mujer y el matrimonio.[cita requerida]
Instalado en la capital, tenía la costumbre de veranear en su ciudad natal. Estuvo casado con María del Carmen Posadillo Bernacci, de ascendencia materna Italiana, con la que tuvo como hijo, entre otros, al médico, historiador y escritor Gregorio Marañón y Posadillo. Mantuvo amistad con diversos personajes de la esfera cultural española como Benito Pérez Galdós, José María de Pereda, Marcelino Menéndez Pelayo, el periodista Miguel Moya Ojanguren, Amós de Escalante, Francisco Lanuza, Gumersindo Laverde o Ángel de los Ríos.
Falleció en Madrid el 23 de septiembre de 1920 y fue enterrado en el cementerio de San Isidro, en una ceremonia a la que acudieron políticos como Eduardo Dato o Vicente Cabeza de Vaca y Fernández de Córdoba.